# Sure

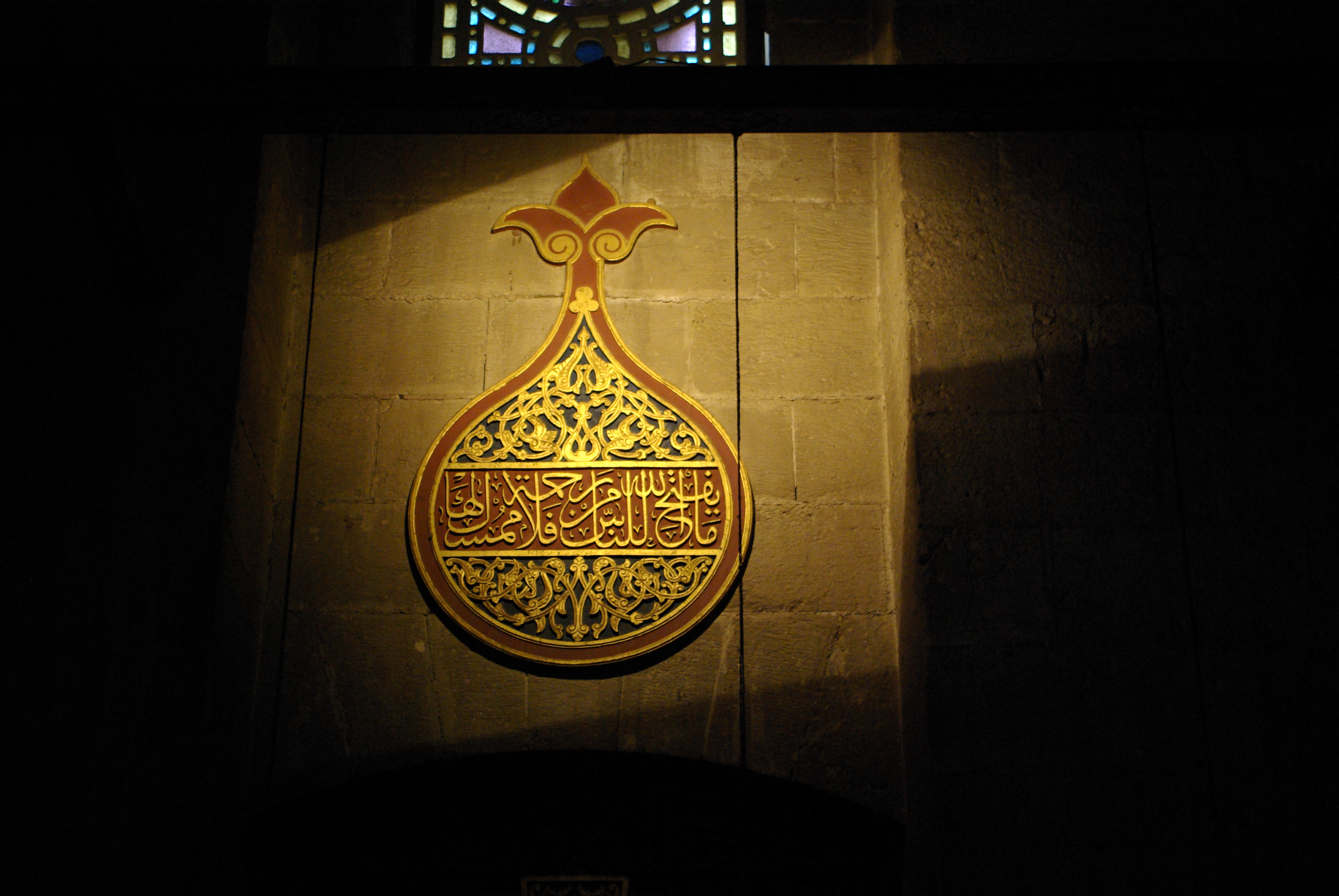
Sure 35, Vers 2 (bzw. ein Teil davon):
„Wenn Gott den Menschen (den Quell seiner) Barmherzigkeit fließen lassen will [wörtlich: Barmherzigkeit öffnet], gibt es niemand, der sie zurückhalten könnte.“ Rifa'i-Moschee, Kairo

Der Begriff Sure (arabisch سورة, DMG sūra, Plural suwar) bezeichnet die Kapitel des Korans, der heiligen Schrift des Islams.
Der Begriff ist Angelika Neuwirth zufolge möglicherweise auf das hebräische שורה schura (Zeile) oder das syrische schūrayā (Beginn, Anfang) zurückzuführen. Die Etymologie des Wortes ist jedoch umstritten. Richard Bell sieht im Begriff eine Ableitung aus dem syrischen ṣūrtā / sūrtā (Schrift, Schrifttext). In verschiedenen Nachschlagewerken wird unter anderem auch „Zeichen“, „Ehre“ sowie „Rang“ als Bedeutung des Begriffs angegeben.
Zur Zeit des Religionsstifters Mohammed verstand man unter Sure nicht die Gesamtheit einer koranischen Sure, wie sie in den ersten Sammlungen nach seinem Tod zusammengestellt wurde, oder wie diese Suren in den zeitgenössischen Drucken erscheinen, sondern eine thematisch in sich abgeschlossene Einheit des offenbarten Gotteswortes.
Am Anfang jeder Sure, mit Ausnahme der neunten, die als Mahnung formuliert ist, steht die Basmala. Die Suren gliedern sich wiederum in einzelne, in Reimprosa سجع sadsch’ / saǧʿ  verfasste Verse, sogenannte Ayat آيات āyāt, Sing. āya (Zeichen, Koranvers). Die Zahl der Verse wird im Surentitel angegeben.

## Anordnung / Chronologie der Suren
Die 114 Suren, die im Verlauf von über zwei Jahrzehnten nach der islamischen Glaubensvorstellung dem Propheten Mohammed von Gott offenbart wurden, sind nicht inhaltlich oder chronologisch, sondern grob ihrer Länge nach absteigend geordnet. Innerhalb der einzelnen Suren gibt es chronologisch nicht geklärte Aneinanderreihungen von Ayat (Koranversen), die der historischen Abfolge der Offenbarung nicht entsprechen. Die zeitliche Zuordnung ein und derselben Aya in ein und derselben Sure ist stets Gegenstand der islamischen Koranwissenschaften gewesen. Eine Ausnahme bildet al-fatiha الفاتحة / al-fātiḥa / ‚die Eröffnungssure‘, die, obwohl relativ kurz, am Anfang des Korans steht, als eine vollständige Offenbarungseinheit verstanden wird. Jede Sure trägt im Arabischen einen eigenen Namen, der auch beim Zitieren als Quellenangabe benutzt wird; die Zitierweise nach Surennummern ist nur im europäischen Sprachraum üblich.
Die Suren sind nach dem Ort und der Zeit der Offenbarung in mekkanisch und medinensisch unterteilt; dies ist in den Druckausgaben im Titel angegeben. Im Koran selbst kommt das Wort sura zehnmal vor, z. B. in Sure 24, Vers 1:

„[Dies ist] eine Sure, die wir hinabgesandt und für verbindlich erklärt und in der wir klare Zeichen (oder: Verse) hinabgesandt haben.“

Im Koran wird Sure meistens als eine Offenbarungseinheit verstanden, die nur aus einigen Versen besteht. In Sure 9, Vers 64 heißt es:

„Die Heuchler befürchten, daß eine Sure auf sie herabgesandt werde, die ihnen Kunde gibt über das, was sie im Herzen haben.“

## Einteilung nach der Länge
In der islamischen Koranwissenschaft werden die Suren nach der Länge in vier Gruppen geteilt:
- as-Sabʿ aṭ-ṭiwāl („die sieben Langen“): Hierzu gehören entweder die Suren 2, 3, 4, 5, 6, 7, 8/9, wobei die Suren 8 und 9 als eine Sure gezählt werden, oder – nach Ansicht von Saʿīd ibn Dschubair – die Suren 2, 3, 4, 5, 6, 7, 10.
- al-Miʾūn („die Hunderter“): Hierzu gehören die nachfolgenden Suren mit mehr als hundert Versen.
- al-Maṯānī („die Doppelten“): Hierzu gehören die nachfolgenden Suren mit weniger als hundert Versen. Die Bedeutung des Ausdrucks al-maṯānī ist allerdings umstritten.
- al-Mufaṣṣal („das Untergliederte“): Hierzu gehören die kurzen Suren ab Sure 50, oder nach anderer Einteilung Sure 49. Sie werden deshalb so genannt, weil der Text hier durch die jeweils am Anfang der Suren stehende Basmala in zahlreiche Abschnitte untergliedert ist.[6]

Ein Hadith lässt den Propheten Mohammed sagen: „Mir wurden die sieben Langen an Stelle der Tora, die Hunderter an Stelle der Psalmen und die Doppelten an Stelle des Evangeliums gegeben. Und durch das Untergliederte ich (sc. den anderen Propheten) vorgezogen.“